# Oncocnemis major
Oncocnemis major är en fjärilsart som beskrevs av Augustus Radcliffe Grote 1881. Oncocnemis major ingår i släktet Oncocnemis och familjen nattflyn. Inga underarter finns listade i Catalogue of Life.